# Topica
Els Tòpics (Topica en llatí) és un dels tractats de retòrica de Ciceró. Va ser compost al voltant de l'any 44 aC. En aquest tractat, segons paraules del mateix Ciceró, intenta explicar-li al seu amic jurisconsult Gai Trebaci els Tòpics d'Aristòtil. El va escriure quan s'havia retirat de la vida pública després que Cèsar hagués vençut la guerra contra Pompeu, ja que ell era defensor de Pompeu,. Quan Cèsar va morir, va retornar a la vida pública un altre cop, tot i que no oficialment, ja que no tenia cap càrrec polític.
«A nosaltres, Gai Trebaci, […] la teva voluntat ens va apartar de la cursa mateixa; quan estaves amb mi a la tusculana, i per separat cadascun de nosaltres desenrotllava, pel seu estudi, els llibres que volia, vas topar amb uns Tòpics d'Aristòtil […] de seguida em vas preguntar la meva opinió sobre aquells llibres […]. Com que no els tenia amb mi, els vaig escriure repetits de memòria en la mateixa navegació, i tel's vaig enviar durant el camí.»
Ciceró el va escriure en un viatge de Vèlia a Reggio. Es conserva una carta documentada a Reggio i dirigida a Gai Trebaci en la qual Ciceró diu que li explicarà els Tòpics d'Aristòtil. En aquesta carta repeteix fragments de la introducció dels seus Topica. Ciceró va criticar durament Marc Antoni, per això l'any 43aC va ser assassinat.

## Capítols
1. Introducció.
2. Llocs intrínsecs i exemples.
3. Membres dels llocs exposats.
4. Llocs extrínsecs.
5. Qüestions.
6. Els estadis.
7. Els llocs en l'oració.
8. Conclusió[5]

## Temes i estructura
1. Com decideix explicar els tòpics d'Aristòtil a Gai Trebaci.
2. Mètode: definició de lloc, principi dels exemples. Origen intrínsec de l'argument.
3. Exemples d'origen intrínsec. Conjugats: gènere, forma, similitud/ diferència, contrari, afegits.
4. Antecedents, conseqüents, oposats, coses eficients, efectes. Origen extrínsec argument: sense art, exordi
5. Membres dels llocs exposats: la definició, particions.
6. Diferència partició i divisió.
7. Gènere i forma.
8. Notació.
9. Coses fetes per influx: el tot, similitud.
10. Similitud per moltes comparacions, per comparació de coses pars, per exemples.
11. Diferència de la cosa. Contraris: del mateix gènere u oposats, altres contraris.
12. Que va passar abans de la cosa, amb la cosa, després de la cosa. Tipus de conclusió: per antecedent, conseqüent i oposada.
13. Denominació dels contraris pels dialèctics.
14. Sentències oposades: negació, conjunció, causes eficients.
15. Gèneres de la causa, causes sense les quals aquest gènere no s'efectua.
16. Concloure una causa.
17. Causes constants, arguments a partir de la causa.
18. Tracte de comparació: per número, per espècie, força de comparació, afecció, comparació de parts.
19. Orígens extrínsecs- sense art.
20. Testimoni.
21. Qüestions indefinides.
22. Qüestions del coneixement, de l'acció i de l'origen de cada qüestió.
23. El mateix, l'altre, de quina qualitat és, equitat.
24. Qüestió definida: causa.
25. El judici: en les deliberacions, en les lloances.
26. Origen en les oracions i en les narracions, conclusió.[5]

## Contingut
En aquest tractat Ciceró explica amb molt detall els possibles orígens de les idees que es poden argumentar, a partir d'aquests orígens exposa quins són els millors arguments, les millors tècniques, detalls per reforçar la idea principal…
Ciceró tracta tant els possibles orígens dels arguments intrínsecs, com els extrínsecs, els relacionats amb l'estat, els jurídics, les deliberacions…, també els orígens dels arguments en la mateixa oració, com els orígens dels arguments relacionats amb la fe i les narracions.
Quan Ciceró parla de l'origen d'un argument es refereix al lloc. Segons ell el lloc és la seu de l'argument.

## Influència
La influència principal és l'obra d'Aristòtil, Topica, que Ciceró resumeix. En la introducció de l'obra Ciceró ens diu que, tot i que es basa en aquesta i l'explica no l'ha l'escrit davant del llibre i, per tant, l'escriu de memòria. A la conclusió reconeix que ha adornat una mica el text.